# Orel Wahlbergův
Orel Wahlbergův (Hieraaetus wahlbergi, dříve Aquila wahlbergi) je středně velký dravec pojmenovaný po švědském přírodovědci Johanu Augustu Wahlbergovi. Dorůstá 55–60 cm, v rozpětí křídel měří 130–160 cm a váží 450–1400 g. Má proměnlivé zbarvení, jsou známí jak světlí, tak tmaví jedinci, kteří jsou běžnější a jejichž opeření je převážně tmavě hnědé. Žije v lesích na rozsáhlém území subsaharské Afriky a náleží přitom k nejhojnějším africkým orlům. Je částečně tažný. Loví plazy, malé savce a ptáky. Relativně malé hnízdo z větví staví vysoko na stromech a následně do něj klade obvykle jediné vejce, na kterém sedí 24–45 dnů.